# Antonio da Caravaggio (scalpellino)
Antonio da Caravaggio, o da Brescia (Caravaggio, ... – documentato a Roma tra il 1464 ed il 1475), è stato uno scultore e medaglista italiano.
È riportato come scalpellino nei cantieri del Vaticano e di Palazzo Venezia; nel 1464 sono documentati suoi lavori all'interno del palazzo apostolico, mentre al periodo compreso fra il 1467 ed il 1469 risale l'intagliatura delle mensole poste al di sopra degli archi nel cortile del palazzetto, la cisterna centrale e alcune finestre (probabilmente sotto la direzione dell'architetto della fabbrica, Francesco del Borgo).
Ancora nel 1475 era presente come muratore nel cantiere di Palazzo Venezia.